# Newton (unidade)

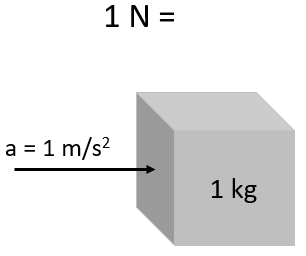
Imagem ilustrativa. Representação da força de 1 newton (1N).

Newton (símbolo: N) é uma unidade de medida de força, nomeada em razão de Isaac Newton como reconhecimento de seu trabalho sobre mecânica clássica.

## Definição
Um newton corresponde à força exercida sobre um corpo de massa igual a 1 kg que lhe induz uma aceleração de 1 m/s² na mesma direção e sentido da força. É uma unidade derivada do SI. O plural do nome da unidade é newtons.
Em análise dimensional, F = ma. Multiplicando m (kg) por a (m/s2), a dimensão para 1 unidade newton é, então:
{\displaystyle {\rm {1~N=1~{\frac {kg\cdot m}{s^{2}}}}}}
Uma vez que o peso é uma força, o newton é também uma unidade de peso. Um objeto cuja massa seja um quilograma tem um peso de aproximadamente 9,807 newtons na superfície da Terra, embora este número varie ligeiramente com a latitude, a longitude e a altitude do local.
Um newton corresponde também a aproximadamente 0,2248 libras-força e a exatamente 105 dinas.